# Xintai
Xintai är en stad på häradsnivå som lyder under Tai'ans stad på prefekturnivå i Shandong-provinsen i norra Kina. Den ligger omkring 99 kilometer sydost om provinshuvudstaden Jinan. 